# Nd:YAG ласер
Nd:YAG ласер је тип чврстотелног ласера који као извор зрачења користи матрицу итријум алуминијум граната (YAG), допирану атомима неодијума Nd. Активну средину овог ласера представљају троструко јонизовани атоми неодијума . 

## Принцип рада
Атоми неодијума су сличне величине као и атоми итријума, па га они могу заменити у структури. Nd:YAG је четворонивоски ласер, који емитује инфрацрвено зрачење талсне дужине 1064 nm. Овај ласер се може подесити за рад на таласним дужинама од 940, 1120, 1320, и 1440 nm. Ласерски сноп овог ласера је могуће усмерити ка кристалу са нелинеарним оптичким својствима, чиме ће се добити ласерски сноп са фотонима који имају двоструко већу енергију од оних који су упали у кристал. Тако је добијена таласна дужина од 532 nm, што одговара зеленој светлости. Кристал граната има велику топлотну проводност, па се овај ласер може употребити за рад у континуалном режиму. Кристали граната су велики неколико милиметара, при чему је количина допираних атома неодијума релативно велика (око 1%). Могу се направити и слични ласери од других материјала, који садрже неодијум нпр. итријум литијум флуорид (YLF), итријум ванадат  или стакло. Код ласера Nd:стакло спектралне линије нису тако оштре као код Nd:YAG ласера, јер стакло нема правилну кристалну структуру, па атоми неодијума нису у једнаким окружењима. Стакло нема тако добру топлотну проводност као YAG, па се Nd:стакло ласери морају користити у импулсном режиму. Са друге стране, Nd:стакло ласери немају ограничења у димензијама, а количина неодијума у стаклу може бити и 30%, па ови ласери могу имати велику излазну снагу. Највећи досад направљени ласери су управо типа Nd:стакло.
Због апсорпције зрачња Nd:YAG на таласним дужинама од: 730-760 nm и 790-820 nm, као побуда се користи криптонска бљескалица, за разлику од осталих ласера, где се радије користи ксенонска бљескалица, која даје више светла.

## Примена
Ови ласери имају вишеструку примену у:
- медицини
  - Офталмологији - при третману катаракте и глаукома
  - Онкологији - могу бити коришћени за уклањање рака коже.
  - естетској хирургији - за ласерско уклањање косе, и третман проширених вена.
  - стоматологији
- производњи: за резање, брушење, варење и другу обраду метала
- војне сврхе, углавном као ласерски даљиномер.
- спектроскопији

## Неке физичке и хемијске особинекристала
- Формула: Y3Al5O12
- молекуларна тежина: 596.7
- Кристална структура: кубна
- крутост: 8–8.5 (Moh)
- Тачка топљења: 1950°C (3540°F)
- густина: 4.55 g/cm3

## Особинекристала на 25°C са 1% допираног неодијума
- Формула: Y2.97Nd0.03Al5O12
- молекуларна тежина Nd: 0.725%
- Број атома Nd по јединици запремине: 1.38×1020 /cm3
- Емисиона таласна дужина: 1064 nm
- при прелазу између нивоа: 4F3/2 → 4I11/2
- Трајање флуоресценције: 230 μs
- Термална проводност: 0.14 W·cm-1·K-1
- Специфична топлотна капавитивност: 0.59 J·g-1·K-1
- Термално ширење: 6.9×10-6 K-1
- : 7.3×10-6 K-1
- Јангов модуо елестичности: 3.17×104 K·g/mm-2
- Поасонов коефициент: 0.25
- Термална отпорност: 790 W·m-1